# قينر عليا
قينر عليا هي قرية في مقاطعة خوي، إيران. عدد سكان هذه القرية هو 184 في سنة 2006.